# Norgesmesterskapet 1933
La Norgesmesterskapet 1933 di calcio fu la 32ª edizione del torneo. La squadra vincitrice fu il Mjøndalen, che vinse la finale contro il Viking con il punteggio di 3-1.

## Terzo turno
| Squadra 1   | Risultato   | Squadra 2       |
| ----------- | ----------- | --------------- |
| Aalesund    | 0 - 2       | Fremad          |
| Drafn       | 2 – 1       | Brage           |
| Skiold      | 0 - 2       | Brann           |
| Djerv 1919  | 1 - 6       | Lisleby         |
| Selbak      | 0 - 2       | Fram Larvik     |
| Fredrikstad | 5 – 1       | Kristiansund FK |
| Freidig     | 2 - 3       | Vålerengen      |
| Urædd       | 3 – 2       | Frigg           |
| Hamar       | 1 - 7       | Sarpsborg       |
| Gjøvik-Lyn  | 2 - 2 (dts) | Jevnaker        |
| Kvik        | 2 – 0       | Lillestrøm      |
| Lyn Oslo    | 8 – 1       | Liv             |
| Mjøndalen   | 4 – 1       | Torp            |
| Stavanger   | 2 - 2 (dts) | Odd             |
| Ørn         | 3 - 3 (dts) | Pors            |
| Storm       | 2 - 7 (dts) | Viking          |

### Ripetizione
| Squadra 1 | Risultato   | Squadra 2  |
| --------- | ----------- | ---------- |
| Jevnaker  | 2 – 0       | Gjøvik-Lyn |
| Odd       | 4 – 1       | Stavanger  |
| Pors      | 0 - 0 (dts) | Ørn        |
| Ørn       | 4 – 1       | Pors       |

## Quarto turno
| Squadra 1   | Risultato   | Squadra 2   |
| ----------- | ----------- | ----------- |
| Brann       | 1 - 3       | Lyn Oslo    |
| Odd         | 1 - 3       | Drafn       |
| Fram Larvik | 5 – 1       | Jevnaker    |
| Viking      | 3 – 2 (dts) | Fredrikstad |
| Fremad      | 0 - 7       | Mjøndalen   |
| Sarpsborg   | 2 – 1 (dts) | Kvik        |
| Lisleby     | 3 - 4       | Urædd       |
| Vålerengen  | 0 - 4       | Ørn         |

## Quarti di finale
| Squadra 1 | Risultato | Squadra 2   |
| --------- | --------- | ----------- |
| Drafn     | 4 – 2     | Fram Larvik |
| Lyn Oslo  | 3 – 1     | Ørn         |
| Urædd     | 0 - 5     | Mjøndalen   |
| Viking    | 3 – 1     | Sarpsborg   |

## Semifinali
| Squadra 1 | Risultato   | Squadra 2 |
| --------- | ----------- | --------- |
| Drafn     | 2 - 5       | Mjøndalen |
| Viking    | 3 – 2 (dts) | Lyn Oslo  |

## Finale
| Arbitro: | Johansen |

|                                      |           |             |
| E. Andersen 10’, 33’ S. Andersen 42’ | Marcatori | 70’ Kvammen |

### Formazioni
| Mjøndalen |  |                  |
|           |  |                  |
|           |  | Sverre Nordby    |
|           |  | Oscar Skjønberg  |
|           |  | Hans Andersen    |
|           |  | Arthur Simensen  |
|           |  | Fritz Hansen     |
|           |  | Bjarne Pettersen |
|           |  | Sigurd Andersen  |
|           |  | Einar Andersen   |
|           |  | Jørgen Hval      |
|           |  | Trygve Halvorsen |
|           |  | Arthur Andersen  |